# Obenîji, Turiisk
Obenîji (în ucraineană Обенижі) este un sat în comuna Solovîci din raionul Turiisk, regiunea Volînia, Ucraina.

## Demografie
Componența lingvistică a localității Obenîji
     Ucraineană (99,35%)
     Alte limbi (0,65%)
Conform recensământului din 2001, majoritatea populației localității Obenîji era vorbitoare de ucraineană (99,35%), existând în minoritate și vorbitori de alte limbi.